# Renaud van Herbauges
Renaud van Herbauges (overleden 843) was een lid van de Rorgoniden-familie (eerste huis Maine). 
Hij was graaf van Herbauges (van vóór 835), werd nadien aangesteld als graaf van Poitiers (839-840) en Nantes (vanaf 841).